# Îles d'Hyères
As Îles d'Hyères (pronunciada(o) [il djɛːʁ]; ou Îles d'Or, [il dɔːʁ]), por vezes aportuguesado para Ilhas de Hyères, são um grupo de quatro ilhas no mar Mediterrâneo, ao largo de Hyères no departamento de Var, sudeste de França. A área total é de 29 km2, e inclui as seguintes ilhas:
- Porquerolles - 1254 hectares, extensão da península de Giens
- Port-Cros - 650 hectares, a mais montanhosa, parque nacional com flora rara e refúgio de aves
- Île de Bagaud - 45 hectares, parte do mesmo parque nacional, e de acesso proibido por ser reserva integral
- Île du Levant - 900 hectares, na maioria área militar, e a restante parte um centro de naturismo centrado na propriedade privada denominada Héliopolis

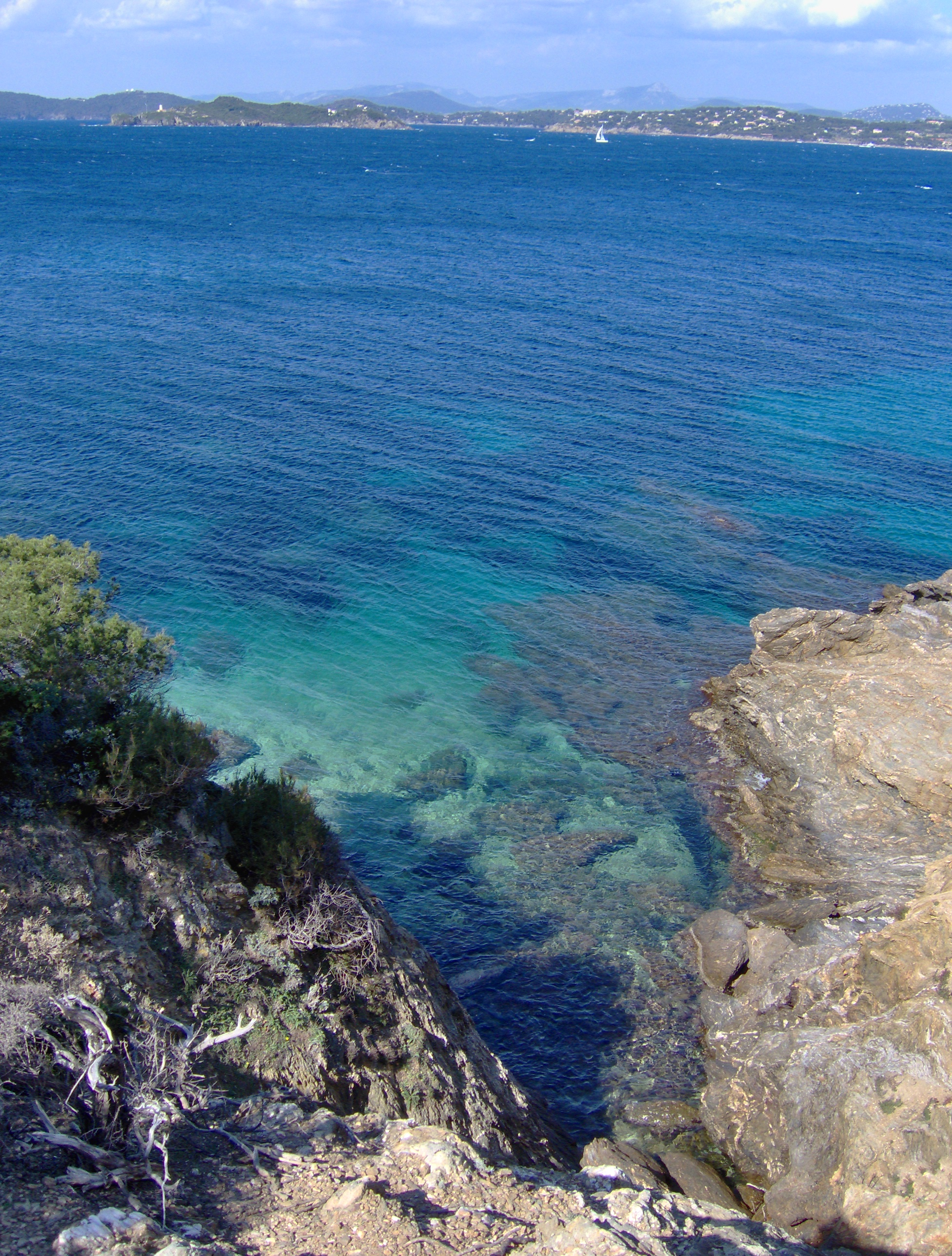
Porquerolles
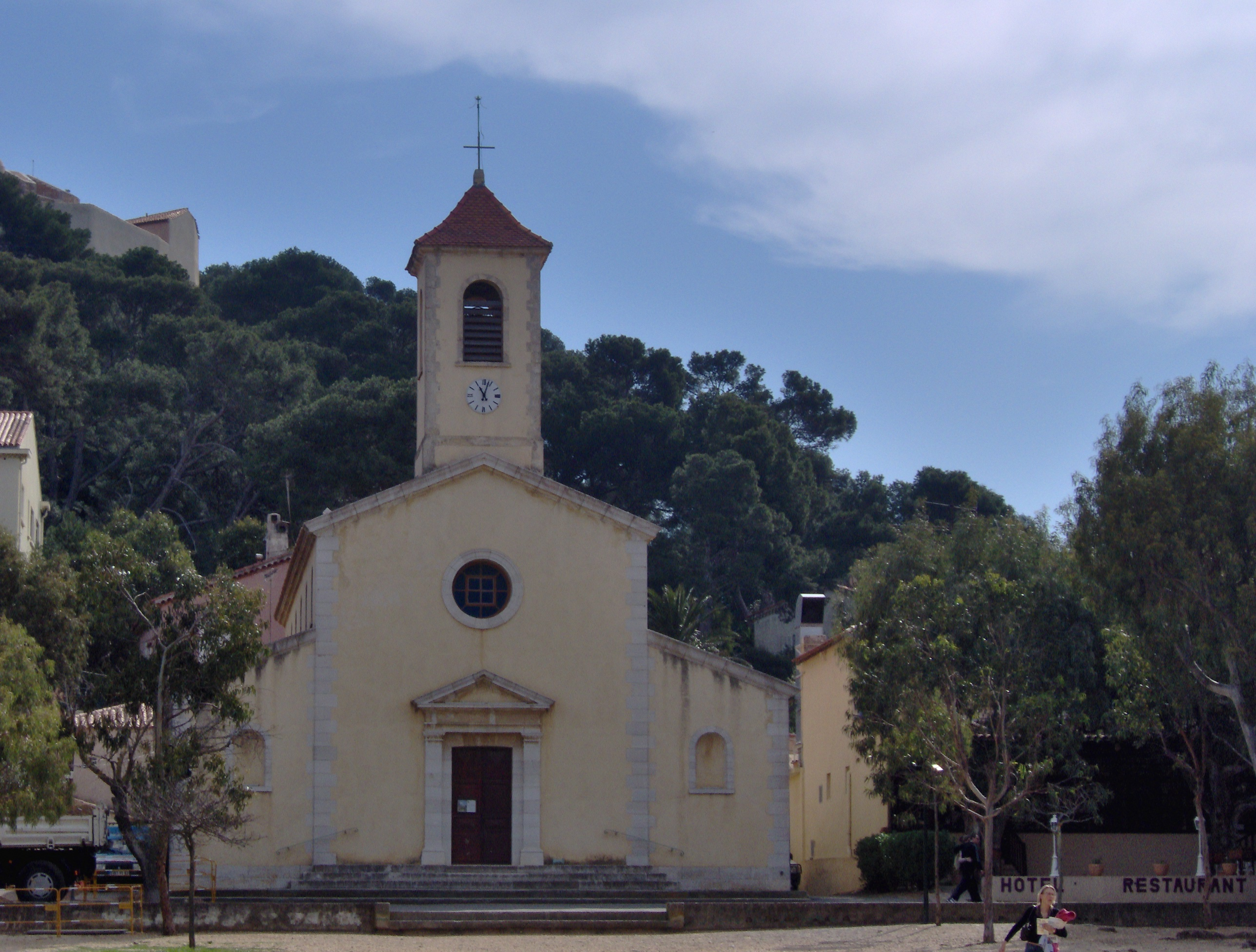
Porquerolles
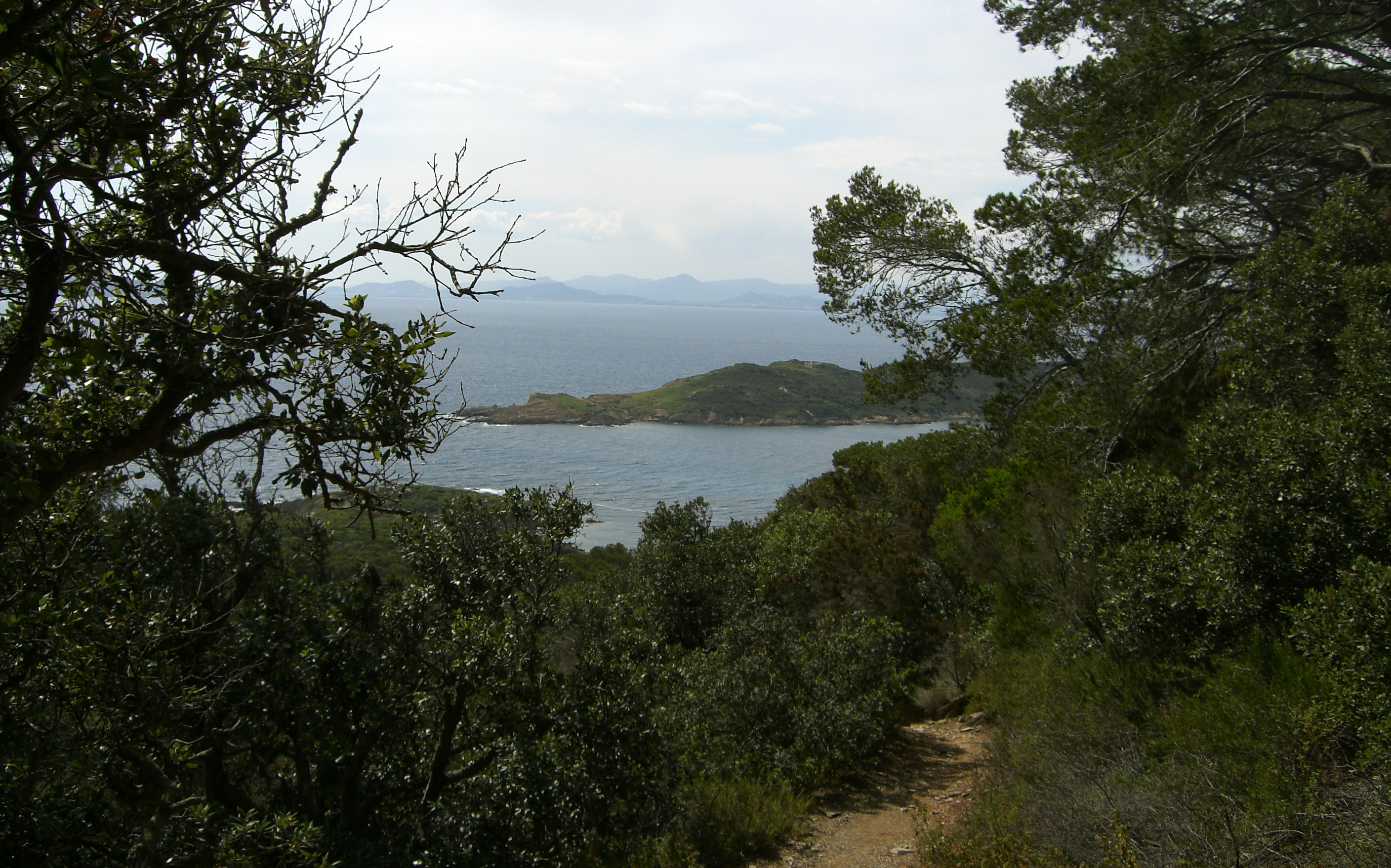
Port-Cros
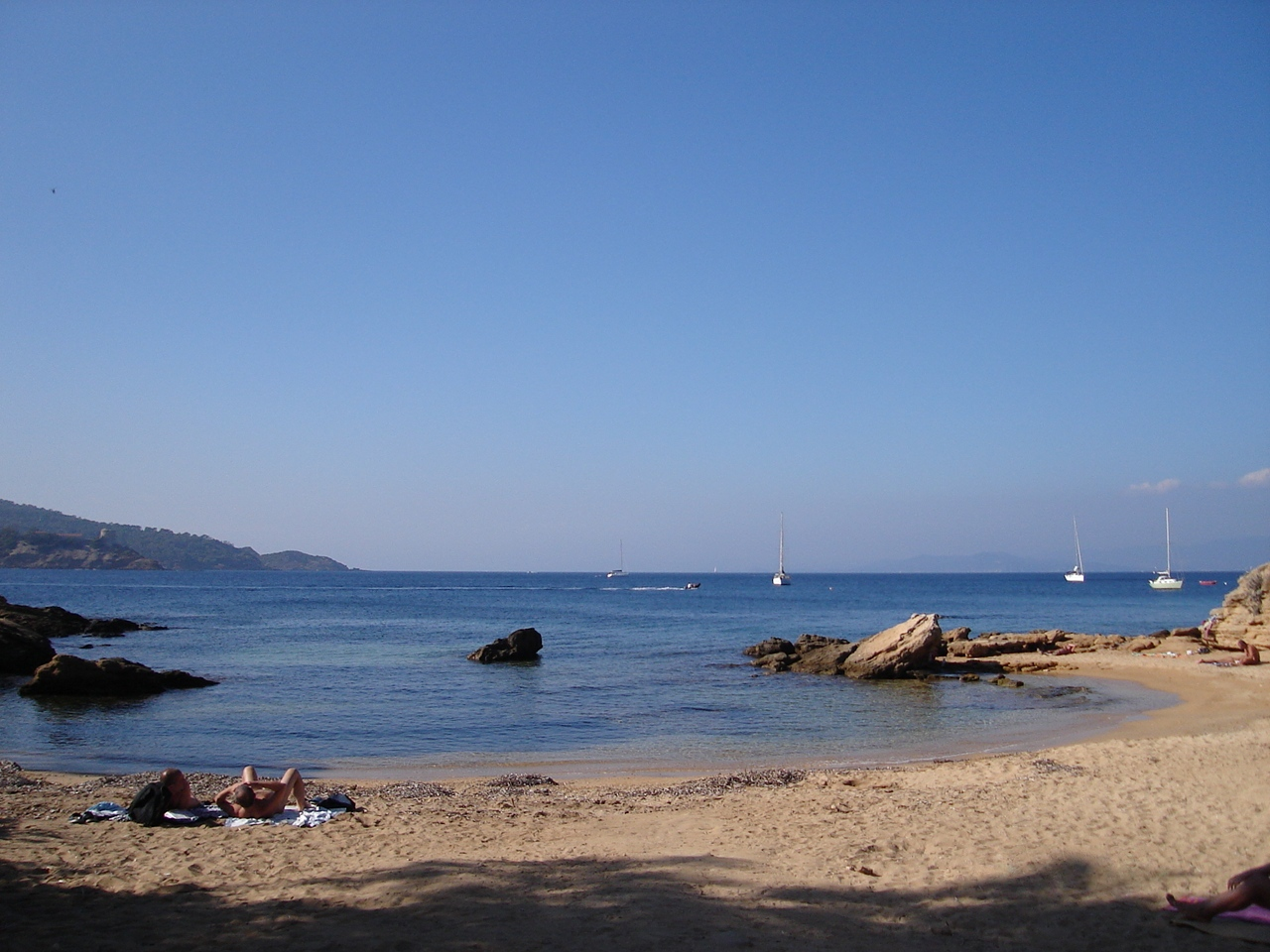
Île du Levant